# Béla von Kehrling
Béla von Kehrling, född 25 januari 1891, död 16 april 1937, var en ungersk tennis- och bordtennisspelare.
Precis som Fred Perry spelade han både tennis och bordtennis på högsta nivå. 1926 spelade han VM-final med Zoltán Mechlovits i dubbel men förlorade mot Roland Jacobi (som vann singeltiteln) och Dániel Pécsi. Han var också med i det ungerska laget som vann guld i lagtävlingen.
1924 vann han de tyska tennismästerskapen (numera kallade German Open Hamburg. Året efter var han åter i final men förlorade då mot Otto Froitzheim.
Under sin karriär tog han 2 medaljer i bordtennis-VM, 1 guld och 1 silver.

## Meriter
- Bordtennis-VM
  - 1926 i London
    - 2:a plats dubbel (med Zoltán Mechlovits)
    - 1:a plats med det ungerska laget (Dániel Pécsi, Zoltán Mechlovits, Roland Jacobi)

- Internationella mästerskap
  - 1927 i Berlin  – 1:a plats dubbel med Zoltán Mechlovits